# Continental O-520
Continental O-520 ist die Bezeichnung einer Kolbentriebwerksfamilie des US-amerikanischen Herstellers Teledyne Continental Motors.
Alle Triebwerke dieser Serie sind luftgekühlte 4-Takt-Boxermotoren (O für opposite, gegenüberliegend), haben sechs Zylinder mit einer Bohrung von 133,35 mm bei einem Hub von 101,6 mm. Der Hubraum beträgt, wie die Zahl anzeigt, 520 Kubikzoll, entsprechend 8514 cm³. Das Triebwerk wurde erstmals 1963 vorgestellt und ist die Sechszylinderversion des O-346. Verschiedene Ausführungen verfügen über zusätzliche Merkmale, die durch der Bezeichnung vorgesetzte Buchstaben erkennbar sind, so z. B. I (injection) für Kraftstoffeinspritzung, G (geared) für Untersetzungsgetriebe, S (supercharger) für einen vom Motor angetriebenen Lader (Kompressor), T (turbo supercharger) für Turboaufladung und  V für die Möglichkeit des vertikalen Einbaus in Hubschraubern. Der Motor war Basis des nachfolgenden O-550-Motors.
Eingesetzt wird das Triebwerk beispielsweise in der Beechcraft Bonanza, Bellanca 17-31 Viking, Transavia PL-12, Piper Malibu, Cessna 185, Cessna 210E Centurion, Cessna 206 Super Skywagon, Cessna 340 und Cessna 402.

## Varianten
- O-520-A: Ursprungstriebwerk mit 213 kW Leistung[1]
- IO-520-B:
- IO-520-BA, -BB, -C, -CB: Version mit Direkteinspritzung und 213 bis 223 kW
- IO-520-D: Version mit Direkteinspritzung und 224 kW
- IO-520-E: Version mit 209 kW (2750/min) Dauerleistung und 221 kW (2850/min) Maximalleistung während max. 5 Minuten
- IO-520-F:
- IO-520-J:
- IO-520-K:
- IO-520-L:
- IO-520-M: Version mit Direkteinspritzung und 213 kW
- IO-520-MB:
- GTSIO-520-C: Version mit Direkteinspritzung und 254 kW
- GTSIO-520-D:
- GTSIO-520-H:
- GTSIO-520-K:
- GTSIO-520-L:
- GTSIO-520-M: Version mit Direkteinspritzung und 280 kW
- GTSIO-520-N:
- LIO-520-P:
- LTSIO-520-AE: Version mit 186 kW
- TSIO-520-AE: Version mit 186 kW
- TSIO-520-AF:
- TSIO-520-B:
- TSIO-520 BE/SER: Version mit Direkteinspritzung, Turbolader und 230 kW
- TSIO-520-C:
- TSIO-520-CE:
- TSIO-520-E:
- TSIO-520-EB:
- TSIO-520-G:
- TSIO-520-H:
- TSIO-520-J:
- TSIO-520-K.
- TSIO-520-L: Version mit Direkteinspritzung, Turbolader und 242 kW
- TSIO-520-LB:
- TSIO-520-M:
- TSIO-520-NB, N: Version mit Direkteinspritzung, Turbolader und 250 kW
- TSIO-520-P:
- TSIO-520-R:
- TSIO-520-T:
- TSIO-520-UB: Version mit Direkteinspritzung, Turbolader und 224 kW
- TSIO-520-VB, -WB: Version mit Direkteinspritzung, Turbolader und 242 kW
- TNIO-520-B, BA, -BB: Version mit Direkteinspritzung und geregelter Turboaufladung (Turbo Normalizer), 213 kW, Umbau gem. FAA STC SE5222NM